# Симон Хол
Симон Реджина Хол (на английски: Simone Regina Hall; родена на 29 юни 1994 г.) е спортна гимнастичка от Бахамските острови.

## Биография
Членува в гимнастическия клуб в Насау – столицата на Бахамите.
Представлява страната си в международни състезания. Състезава се на световни първенства, включително на Световното първенство по спортна гимнастика в Глазгоу през 2015 г.
Тренира в Ню Джърси, САЩ за подготовка за Панамериканските игри през 2014 г. Това е първият път, когато бахамска гимнастичка участва в престижния турнир.